# Romulus (série télévisée)
Pour les articles homonymes, voir Romulus (homonymie).
Romulus est une série télévisée italienne en dix-huit épisodes de 60 minutes,  créée par Matteo Rovere et diffusée depuis le 6 novembre 2020 sur Sky Italia. La série relate les événements qui entourent la fondation de la ville de Rome.
En France, la série est diffusée sur Prime Video.

## Fiche technique
- Titre original : Romulus
- Réalisation : Michele Alhaique, Enrico Maria Artale, Matteo Rovere
- Scénario : Filippo Gravino, Guido Iuculano, Matteo Rovere
- Direction artistique : Riccardo Monti
- Costumes : Valentina Taviani
- Photographie : Vladan Radovic, Giuseppe Maio
- Montage : Valeria Sapienza, Marcello Saurino, Gianni Vezzosi
- Musique : Mokadelic
- Production : Marco Chimenz, Francesca Longardi, Paolo Lucarini, Matteo Rovere, Giovanni Stabilini, Riccardo Tozzi
- Société(s) de production : Groenlandia, Cattleya, Sky Italia
- Société(s) de distribution : ?
- Budget : ?
- Pays d'origine :  Italie
- Langue originale : Latin archaïque
- Format : couleur — 16:9 HD
- Genre : aventure, action, drame, historique
- Durée : 1 épisode de 60 minutes et 9 de 45 minutes
- Dates de sortie :
  - Italie : 23 octobre 2020 (avant-première au Festival de cinéma de Rome)
  - Italie : 6 novembre 2020 (première diffusion sur Internet)

## Distribution

### Acteurs principaux
- Andrea Arcangeli (it) (VFB : Alexandre Crépet) : Yemos, prince d'Albe la Longue, frère jumeau d'Enitos.
- Francesco Di Napoli (it) (VFB : Maxime van Santfoort) : Wiros, esclave de Velia.
- Marianna Fontana (VFB : Sofia Abouatmane) : Ilia, fille d'Amulius, vestale encore enfant.
- Sergio Romano (it) (VFB : Laurent Bonnet) : Amulius, frère cadet et fidèle serviteur du roi Numitor.
- Ivana Lotito (it) (VFB : Claire Tefnin) : Gala, femme d'Amulius et mère d'Ilia (saison 1).
- Vanessa Scalera (VFB : France Bastoen) : Silvia, fille du roi Numitor et mère de Yemos et d'Enitos.
- Valentina Bellè : Hersilie (saison 2)
- Emanuele Di Stefano : Titus Tatius (saison 2)
- Max Malatesta : Sabos (saison 2)
- Massimo Foschi (it) : Aranth (saison 2)

### Acteurs récurrents
- Giovanni Buselli (it) (VFB : Olivier Prémel) : Enitos, petit-fils du roi Numitor frère jumeau de Yemos (saison 1).
- Corrado Invernizzi (it) (VFB : Olivier Prémel) : Eulinos (saison 1)
- Massimiliano Rossi (it) (VFB : Jean-Michel Vovk) : Spurius, roi de Velia et allié cynique d'Amulius (saison 1).
- Yorgo Voyagis (VFB : Robert Dubois) : Numitor, roi d'Albe la Longue (saisons 1-2).
- Gabriel Montesi (it) (VFB : Jean-François Rossion) : Cnaeus, esclave de Vélia et roi des Luperques (saison 1).
- Emilio De Marchi (VFB : Benoît van Dorslaer) : Ertas, roi de Gabi et père de Lausus (saison 1).
- Marlon Joubert (VFB : Nicolas Matthys) : Lausus, fils d'Ertas (saisons 1-2).
- Demetra Avincola (VFB : Audrey d'Hulstère) : Deftri (saisons 1-2)
- Francesco Santagada (VFB : Pierre Le Bec) : Maccus (saisons 1-2)
- Piergiuseppe di Tanno (VFB : Bruno Mullenaerts) : Herenneis (saisons 1-2)
- Pietro Micci (VFB : Simon Duprez) : Attus (saisons 1-2)
- Ludovica Nasti : Vibia (saison 2)
- Giancarlo Commare (it) : Atys, roi de Satricum (saison 2).

Version française dirigée par Jennifer Baré au studio Dubbing Brothers (Belgique), d'après une adaptation des dialogues de Julia Borsatto, Vanessa Azoulay et Alexandra Lévy. Informations prélevées des cartons du doublage français.

## Conception de la série
Romulus est une commande du groupe Sky passée en 2019 au producteur italien Cattleya, qui s'est fait connaître avec Gomorrha. Le réalisateur de la série, Matteo Rovere, avait auparavant réalisé en 2019 un film de cinéma sur un sujet proche : Il primo re (Le Premier Roi), consacré au mythe de Romulus et Rémus.
Le tournage commence à Rome en juin 2019 et s'étale sur 28 semaines, à Rome et aux alentours.
La série est tournée « entièrement en latin archaïque ». Mais les spectateurs ont le choix entre le latin archaïque et un doublage dans la langue du pays de diffusion.

## Épisodes

### Première saison (2020)
1. Titre français inconnu (Tu Regere)
2. Titre français inconnu (Imperio Populos)
3. Titre français inconnu (Romane)
4. Titre français inconnu (Memento)
5. Titre français inconnu (Parcere)
6. Titre français inconnu (Subiectis)
7. Titre français inconnu (Debellare)
8. Titre français inconnu (Superbos)

## Produits dérivés
À partir du 29 octobre 2020, une trilogie de romans qui élargit l'univers narratif de la série télévisée est publiée par HarperCollins. Écrits par Luca Azzolini, les volumes sont intitulés Romulus: Livre I - Le sang du loup (29 octobre 2020), Romulus: Livre II - La reine des batailles (novembre 2020) et Romulus : Livre III - La cité des loups (janvier 2021),.